# 데이터 손실
데이터 손실(data loss, 데이터 로스)은 저장, 전송 또는 처리 시 오류(스핀들 모터 고장 또는 하드 드라이브의 헤드 충돌 등) 또는 부주의(잘못된 취급, 부주의한 취급 또는 부적절한 조건에서의 보관 등)로 인해 정보가 파괴되는 정보 시스템의 오류 상태이다. 정보 시스템은 데이터 손실을 방지하거나 손실된 데이터를 복원하기 위해 백업 및 재해 복구 장비와 프로세스를 구현한다. 데이터가 포함된 물리적 매체를 분실하거나 도난당한 경우에도 데이터 손실이 발생할 수 있다.
데이터 손실은 네트워크 중단으로 인해 발생할 수 있는 데이터 가용성 상실과 구별된다. 두 가지가 사용자에게 미치는 결과는 상당히 유사하지만 데이터 가용성은 일시적인 반면 데이터 손실은 영구적일 수 있다. 데이터 손실은 데이터가 잘못된 사람의 손에 들어가는 사건인 데이터 유출과도 구별된다. 이러한 사건에서는 데이터 손실이라는 용어가 사용되었다.

## 같이 보기
- 데이터 유출
- 자료 복구